# Клюворыл
Клюворыл, или настоящий клюворыл, или кювьеров клюворыл, или средний плавун (лат. Ziphius cavirostris) — морское млекопитающее из семейства Клюворыловых, единственный представитель рода Ziphius. Альтернативное название — клюворыл Кювье (в честь первооткрывателя — Жоржа Кювье, который в 1823 году описал вид по найденной в 1804 году на побережье Франции части туши). Из-за трудностей с опознанием этого вида (издали трудноотличим от других) и широкого ареала количество животных в популяции остаётся неизвестным.

## Описание
Вырастает до 7 метров и может весить 2—3 тонны. Окрас от тёмно-серого до насыщенно-коричневого. Рыло тупое. Продолжительность жизни до 40 лет.
Американские зоологи установили, что клюворыл — рекордсмен по глубине и продолжительности погружения среди морских млекопитающих. Долго считалось, что оба этих рекорда принадлежит южным морским слонам: были известны случаи их погружения на 2 388 метров и на 120 минут. Учёным из американской исследовательской организации «Cascadia» удалось прикрепить к плавникам восьми клюворылов спутниковые передатчики, которые зафиксировали два новых рекордных погружения. Одно животное достигло глубины 2 992 м, второе продержалось под водой 137,5 минут.

## Распространение
Живёт во всех океанах, кроме Северного Ледовитого, предпочитая глубокие воды от прохладных до тропических. Вид наблюдался от Шетландских островов на севере до Огненной Земли на юге.

## Сохранение
Необходимость особой охраны не очевидна. Считается страдающим от сетей и восприимчивым к шумам видом.